# Markeboek
Een markeboek is een boek waarin de deelnemers aan een boermarke, een coöperatie van boerderijen en landerijen, allerlei zaken met betrekking tot het gebruik en beheer van de marke lieten opschrijven.
Gewoonlijk bestaat de kern van een markeboek uit de notulen van de markevergaderingen of holtinks. Daarnaast kan het lijsten van gewaarden bevatten, de rechten en plichten van de gewaarden en ongewaarden, boetes, aantekeningen over verkoop en ontginningen van markengrond en de (jaar)rekeningen van de marke. Het is te beschouwen als codificatie van het ter plaatse geldende recht en gewoonten.
Vele markeboeken zijn bewaard gebleven. De oudste markeboeken gaan terug tot het eind van de vijftiende eeuw.

## Willekeur of keur
In het oostelijk deel van Nederland, bijvoorbeeld de provincies Drenthe en Gelderland, gebruikte men voor een beschrijving van het geldend recht het begrip willekeur of keur, afgeleid van het Nederduitse Willkür. Niet te verwarren met willekeur in de zin van een arbitraire handeling. De term keur wordt nog bij waterschappen gebruikt.